# Presbiterianismo em Roraima
O Presbiterianismo é a terceira maior família denominacional protestante histórica no Estado de Roraima (atrás dos batistas e adventistas), correspondendo a 0,35% da população do Estado.

## História
O Presbiterianismo foi estabelecido em Roraima por meio do Presbítero Osvaldo Mello (na época funcionário do Instituto Brasileiro de Geografia e Estatística)e sua esposa Julia que chegaram em Boa Vista em 24 de janeiro de 1955. No mesmo ano foram reunidas cinco famílias presbiterianas que já residiam no município e juntas formaram um ponto de pregação. Todavia, o presbítero teve de voltar para Recife após a morte de sua esposa. O ponto de pregação teve assistência a partir de 12 de dezembro de 1956 do Rev. José de Matos Filho, de Manaus.
Em 07 de abril de 1957 chegou ao Estado o Rev. Élio Nogueira Castelo Branco (pastor evangelista) e sua esposa Zélia e por meio de seu trabalho o ponto de pregação transformou-se na primeira congregação presbiteriana com 14 membros comungantes. Em 5 de fevereiro de 1958 a congregação foi organizada como Igreja Presbiteriana de Boa Vista(IPBV). Todavia o Rev. Castelo Branco deixou a cidade em 1961, por problemas de saúde. Em 1975 chegaram em Boa Vista o Rev. Paul Coblentz e sua esposa Dell que deram início um outro ponto de pregação na cidade. Em 1984 a igreja foi servida pelo Rev. Josué da Rocha Araújo e sua esposa Euflozina, quando outras congregações foram iniciadas em cidades do interior do Estado.
Na década de 1990 a IPBV recebeou o Rev. Alfredo Ferreira de Souza e mudou de nome para Primeira Igreja Presbiteriana de Boa Vista quando foi organizada a Segunda Igreja Presbiteriana de Boa Vista e foram abertas outras duas congregações em Boa Vista, que tornaram-se a Terceira Igreja Presbiteriana de Boa Vista em 2001 e  Igreja Presbiteriana Filadélfia em 2006. Assim, em 2007 foi organizado o Presbitério de Roraima.

## Igreja Presbiteriana do Brasil

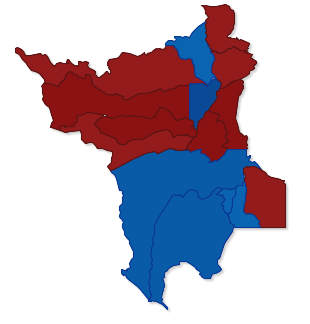
Município com igrejas federadas a Igreja Presbiteriana do Brasil em Roraima

A Igreja Presbiteriana do Brasil (IPB) é a maior denominação presbiteriana de Roraima, com cerca de 12 igrejas e congregações.
Atualmente todas as igrejas de Roraima fazem parte do Sínodo Setentrional ( um dos sínodos da IPB) que abrange também parte do Amazonas, Pará e Amapá.
A Junta de Missões Nacionais trabalha com missões em Roraima no município de Rorainópolis.
A denominação está presente com igrejas ou congregações nos municípios de: Boa Vista, Pacaraima, Caracaraí, São Luís, Rorainópolis e São João da Baliza. Todavia, segundo o Censo do Instituto Brasileiro de Geografia e Estatística realizado em 2010, também haviam presbiterianos em Alto Alegre, Amajari, Mucajaí, Cantá e Caroebe.

## Outras denominações presbiterianas
A Igreja Presbiteriana Independente do Brasil, Igreja Presbiteriana Conservadora do Brasil, Igreja Presbiteriana Fundamentalista do Brasil e Igreja Presbiteriana Unida do Brasil, não têm igrejas federadas em Roraima.